# Le otto montagne (film)
Le otto montagne è un film del 2022 scritto e diretto da Felix Van Groeningen e Charlotte Vandermeersch. Adattamento cinematografico dell'omonimo romanzo del 2017 di Paolo Cognetti, ha vinto il premio della giuria al 75º Festival di Cannes. Il film ha vinto inoltre 4 David di Donatello, tra i quali quello per il miglior film.

## Trama
Nell'estate del 1984 Pietro, un undicenne di Torino, e sua madre Francesca affittano una casa a Graines, in Val d'Ayas. Qui incontrano Bruno, l'ultimo ragazzino rimasto nel villaggio ormai spopolato, che vive con gli zii. Pietro e Bruno diventano amici e trascorrono insieme l'estate. Più tardi arriva anche il padre di Pietro, Giovanni, ingegnere in una grande azienda di Torino. Insieme fanno escursioni in alta quota, persino su un ghiacciaio, in un'uscita interrotta perché Pietro ha sintomi di mal di montagna. Sul finire dell'estate i genitori di Pietro offrono agli zii di Bruno la disponibilità a ospitarlo a Torino in inverno, di modo che possa continuare gli studi. Pietro è perplesso perché ritiene che Bruno non debba essere sradicato dalla sua vita e dal suo ambiente. La questione comunque cade quando il padre di Bruno, che era emigrato all'estero, ritorna per portarlo con sé a lavorare. 
Cinque anni più tardi Pietro e Bruno, ormai adolescenti, si incontrano in un bar, ma si ignorano. La famiglia di Pietro torna tutte le estati a Graines, ma il giovane vive di controvoglia il tempo trascorso nel paesino montano ormai privo di attrattiva. Nel frattempo emergono conflitti sempre più insanabili tra Pietro e suo padre, prima con il rifiuto definitivo ad accompagnarlo nelle escursioni alpinistiche e poi con il taglio completo delle relazioni tra i due. 
Trascorrono altri quindici anni. Pietro, che si arrabatta con diversi lavori e infine si impiega in un ristorante di Torino, riceve da Francesca la notizia della morte del padre. Dopo il funerale si rifugia nella vecchia casa di montagna, dove viene accolto da Bruno che lo conduce al lascito del padre: il rudere di una baita in alta quota. Bruno si offre di aiutare Pietro a ristrutturarla, e i due portano a termine i lavori durante l'estate. Nel frattempo Pietro scopre che suo padre e Bruno avevano continuato a frequentarsi, condividendo numerose vie alpinistiche del circondario: Bruno era diventato una sorta di figlio adottivo, che aveva riempito il vuoto lasciato dal figlio con cui non aveva più rapporti. L'estate successiva Pietro porta in baita alcuni amici di città, tra cui Lara, con cui ha una fugace storia. Qualche mese più tardi Bruno, che ha rilevato l'alpeggio abbandonato dallo zio per produrre formaggi tradizionali, chiama Pietro per dirgli che Lara vuole fermarsi a lavorare all'alpeggio. Bruno e Lara iniziano una relazione, da cui hanno una bambina, Anita. 
Insoddisfatto dalla sua vita precaria, Pietro decide di dare una svolta con un viaggio in Nepal. Da questa esperienza trae ispirazione per un libro, che gli permette di avere guadagni sufficienti. Qualche tempo più tardi Pietro ritorna a Graines; dopo una cena con Francesca, Bruno e Lara Pietro racconta a Bruno la concezione nepalese del mondo, secondo cui vi sono otto catene montuose concentriche separate da otto mari, con al centro il Monte Meru, la vetta più alta. Pietro domanda a Bruno chi è la persona che ha raggiunto il livello più alto di conoscenza: quella che ha visitato tutte le otto montagne e gli otto mari, oppure quella che è salita direttamente sul Monte Meru. Bruno si riconosce nel secondo caso, Pietro nel primo. Pietro racconta a Bruno che in Nepal ha conosciuto un'insegnante di nome Asmi e che probabilmente tornerà a Graines l'estate successiva. Prima di partire Pietro visita Bruno e Lara, fermandosi a cena, durante la quale emergono i gravi problemi economici della coppia, pesantemente indebitata, e gli attriti tra i due coniugi. Lara accusa Bruno di essere ostinato. Pietro offre un contributo finanziario, ma Bruno si oppone con veemenza. 
Mentre si trova in Nepal, Pietro riceve una telefonata da Bruno che lo informa che l'alpeggio è stato pignorato e che Lara è tornata a vivere con i genitori, portando la figlioletta con sé. Non volendo avere contatti col resto del mondo, Bruno chiede di poter stare da solo nella baita. Pietro lo raggiunge e trova l'amico intento a vivere una vita estremamente isolata. Una notte Bruno parla con nostalgia e commozione della sua famiglia e della difficoltà a prendersi cura delle altre persone. Pietro lo rimprovera, esortandolo a non comportarsi allo stesso modo del padre di Bruno, che lo aveva abbandonato per anni, ma Bruno reagisce stizzito, urlandogli di andarsene. Disceso a valle, Pietro incontra Lara, che gli confessa la sua sensazione di quanto poco lei e Anita avessero significato per Bruno rispetto alla "sua" montagna". Pietro ritiene di aver voluto esplorare troppo lontano e dice che sarebbe dovuto rimanere a Graines. In un ultimo tentativo di far tornare l'amico a una vita normale, Pietro risale verso la baita, ormai circondata da una coltre di neve visibilmente pericolosa. Bruno rimane alla baita e chiede di non preoccuparsi per lui, perché la montagna non gli ha «mai fatto male».
Dopo una nevicata particolarmente consistente, una squadra del soccorso alpino giunge in elicottero alla baita, completamente sommersa dalla neve, e apre un varco sul tetto. All'interno i soccorritori non trovano nessuno. Lara informa Pietro che le ricerche sono state interrotte: Bruno è stato dato per morto e bisognerà aspettare il disgelo per trovarne il cadavere. In primavera una scena con fiori e corvi ricorda il concetto di sepoltura celeste, di cui Pietro aveva parlato una volta a cena, e che verosimilmente è stata la sorte di Bruno. Tornato in Nepal, alla scuola di Asmi, Pietro non vede un futuro per la baita: nella vita ci sono montagne sulle quali non si può tornare. Ciò che gli rimane è camminare da una delle otto montagne all'altra perché sulla montagna centrale, quella più alta, ha perso un amico.

## Riprese
Il film è stato girato tra la Valle d'Aosta, in particolare in Val d'Ayas, Torino e il Nepal.
Nella scena del ristorante di Torino dove lavora Pietro, Paolo Cognetti appare come avventore del locale.

## Promozione
Il trailer del film è stato diffuso online il 12 maggio 2022.

## Accoglienza
A livello mondiale la pellicola ha incassato 11,3 milioni di dollari.

### Critica
Sull'aggregatore di recensioni Rotten Tomatoes, l'89% delle 85 recensioni dei critici è risultata positiva, con una valutazione media di 7,9/10. Il consenso del sito web recita: «Paziente, profondo e talvolta un po' pesante, Le otto montagne raggiunge vette mozzafiato nella sua attenta osservazione di un'intima amicizia». Su Metacritic, il film ha un punteggio medio ponderato di 78 su 100 basato su 28 critiche, indicando "recensioni favorevoli".

## Distribuzione
Il film è stato presentato in anteprima il 18 maggio 2022 in concorso al 75º Festival di Cannes. È stato distribuito nelle sale cinematografiche italiane da Vision Distribution a partire dal 22 dicembre 2022.

## Riconoscimenti
- 2022 – Festival di Cannes[4][9]
  - Premio della giuria (ex aequo con EO)
  - In concorso per la Palma d'oro

- 2023 – David di Donatello[10]
  - Miglior film
  - Migliore sceneggiatura adattata a Felix Van Groeningen e Charlotte Vandermeersch
  - Migliore autore della fotografia a Ruben Impens
  - Miglior suono
  - Candidatura per la Miglior regia a Felix Van Groeningen e Charlotte Vandermeersch
  - Candidatura per il Miglior produttore
  - Candidatura per il Miglior attore protagonista a Alessandro Borghi
  - Candidatura per il Miglior attore protagonista a Luca Marinelli
  - Candidatura per il Miglior attore non protagonista a Filippo Timi
  - Candidatura per il Miglior compositore a Daniel Norgren
  - Candidatura per la Miglior scenografia a Massimiliano Nocente e Marcella Galeone
  - Candidatura per il Miglior montaggio a Nico Leunen
  - Candidatura per i Migliori effetti speciali visivi a Rodolfo Migliari
  - Candidatura per il Premio David Giovani